# Tasso Marchini
Tasso Marchini (n. 1907, Belgrad – d. 1936 sanatoriul de la Arco di Trento, Italia) a fost un pictor care a activat în România.

## Viața și activitatea
S-a născut la Belgrad în 1907 din tată italian și mamă de naționalitate sârbă, dar ca urmare a consecințelor dramatice ale Primului Război Mondial a pierdut urma părinților.
Nu se știe cum a ajuns în Transilvania, dar în anii '20-'30 a studiat și creat în special la Cluj, cu Catul Bogdan și Aurel Ciupe, profesori la Școala de arte frumoase.
Fiind sărac, rar a avut bani pentru model și pânze. De aceea, a realizat mai ales portrete ale colegilor săi. Astfel a luat naștere portretul lui Jenő Szervátiusz, pe care l-a expus la Salonul Oficial din București (1929), sau portretul lui Fülöp Antal Andor (1933), precum și seria de portrete excepționale dedicate colegei și logodnicei sale, Letiția Muntean (cu care se logodise în 1930). Aurel Ciupe, profesorul școlii, relata că adesea Marchini a șters cu diluant portretele pe care le făcea colegilor săi, pentru a putea exersa în continuare pe aceeași pânză. Pentru a evita distrugerea lucrărilor, adeseori colegii „au salvat” portretele.
Între 1926 și 1928 Tasso Marchini a lucrat la Baia Mare. Trei din lucrările acestei perioade se află expuse la Muzeul de Artă din Cluj-Napoca.
În 1929 au apărut primele semne de TBC pulmonar.
În anii 1930-1932 Tasso Marchini și Traian Bilțiu-Dăncuș au pictat Biserica Adormirea Maicii Domnului din Sighet, ridicată în 1890-1892 în stil neogotic. Pictura a fost refăcută în anii 2004-2008.
În 1932 Tasso Marchini i-a ajutat pe frații Eugen și Eremia Profeta să realizeze pictura bisericii din Mănăstireni, Cluj, a cărei construcție fusese terminată în 1927.
În 1934 a absolvit șoala de Arte Frumoase, mutată între timp la Timișoara, și a participat la expoziția absolvenților.
În vara anului 1935 a călătorit la Balcic cu Letiția Muntean și Traian Bilțiu-Dăncuș. În același an, s-a internat în sanatoriul din Arco di Trento, pentru a se trata de TBC.
În 1936, la numai 29 de ani, s-a stins prematur din viață, internat fiind în sanatoriul de la Arco di Trento, din Italia.

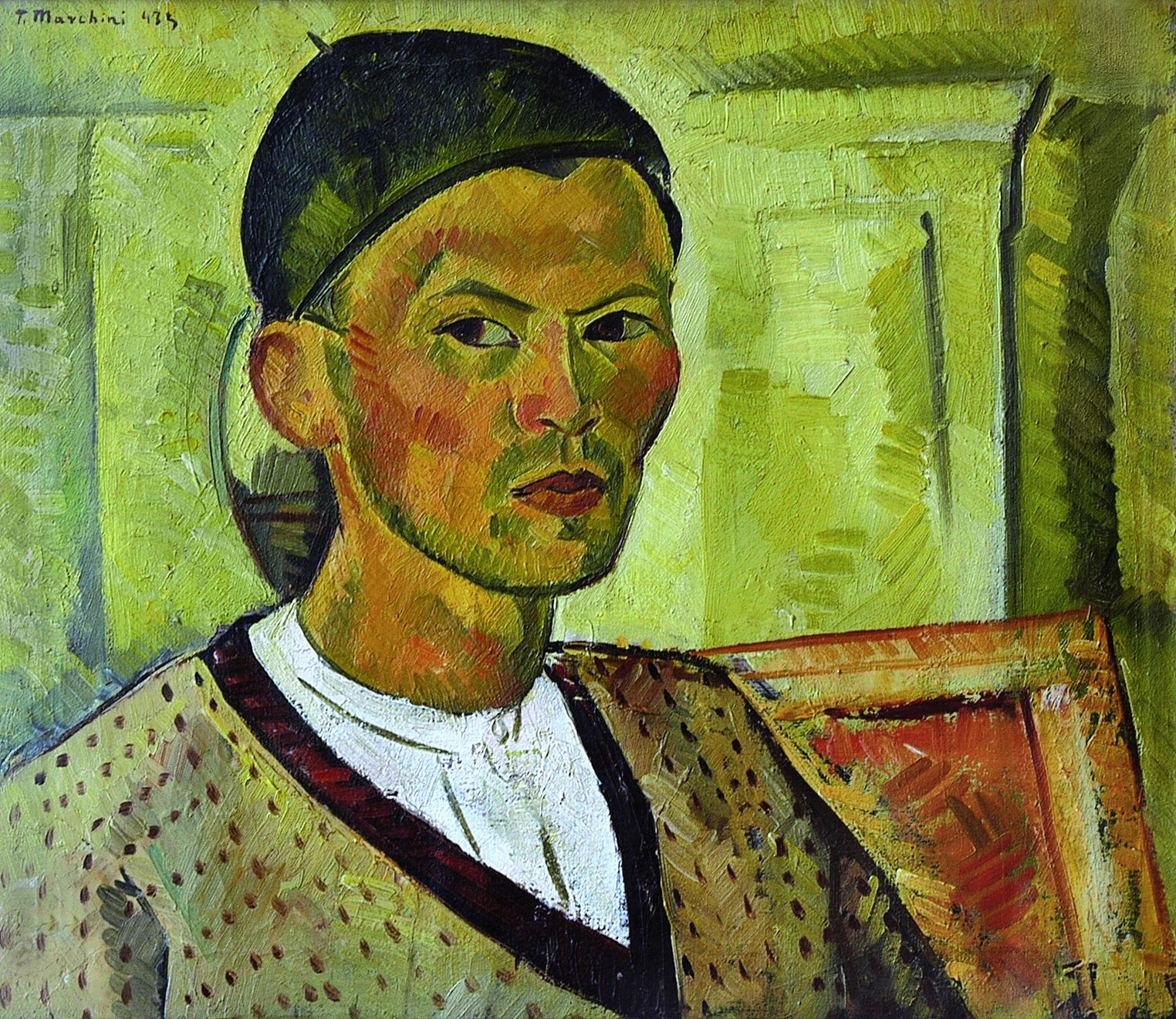
Autoportret
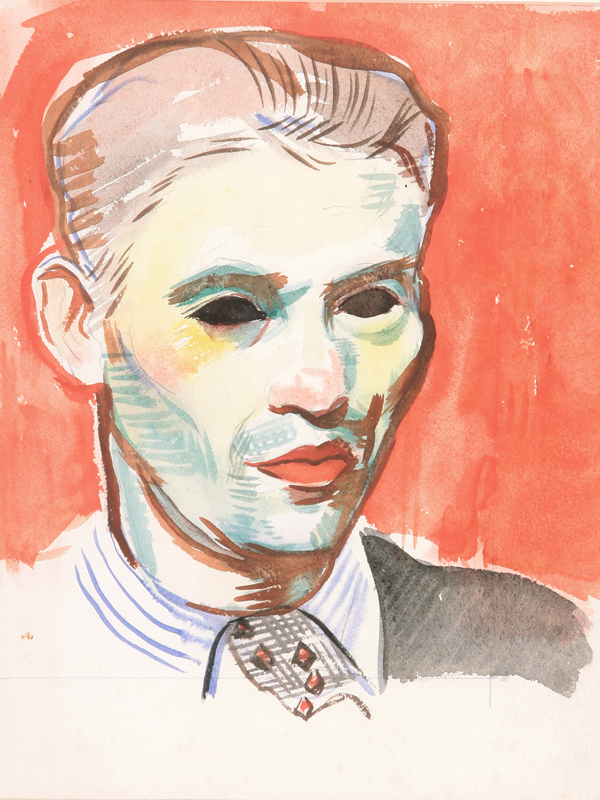
Autoportret
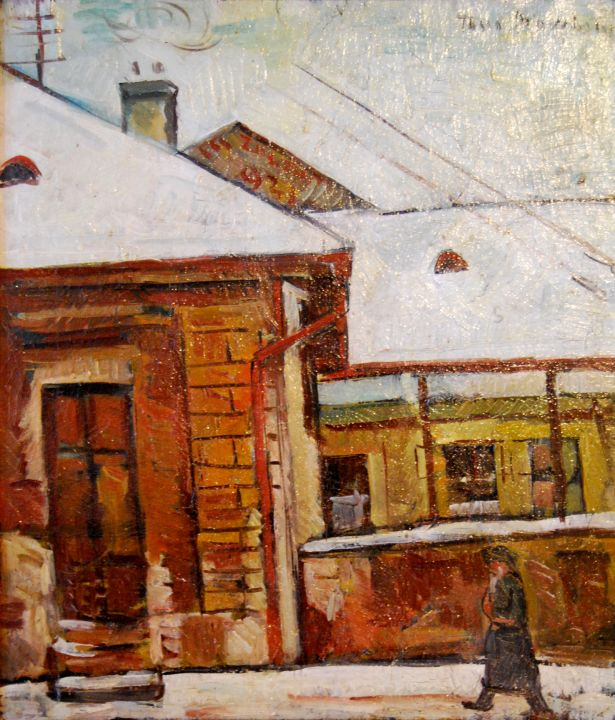
Peisaj la Sighet
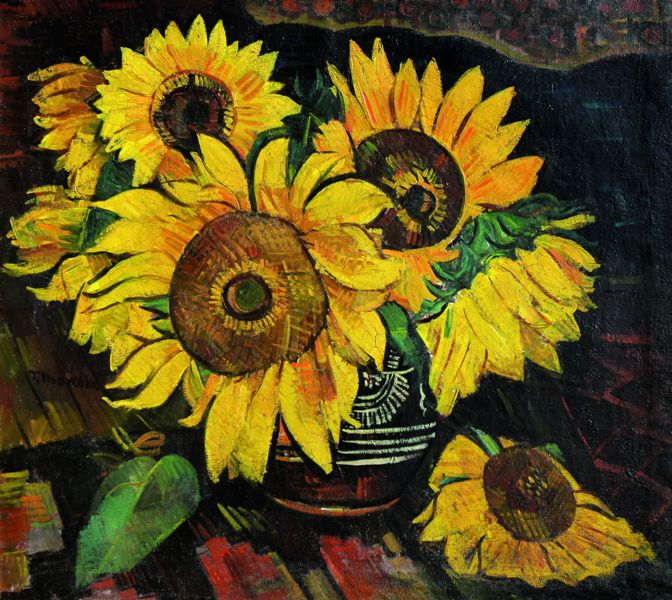
Natură statică cu floarea-soarelui
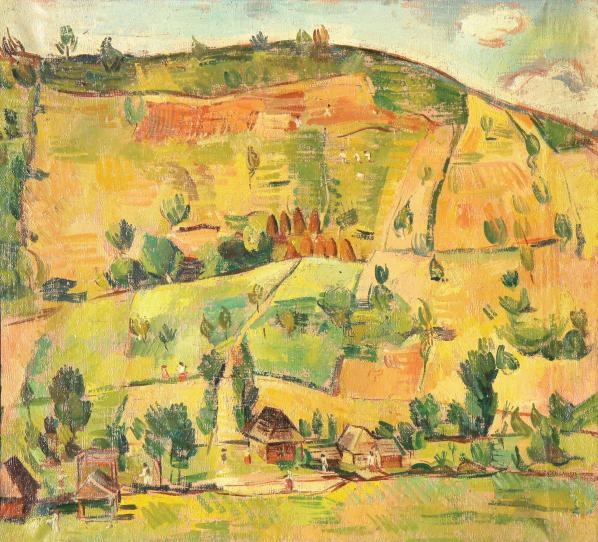
Coastă de deal la Sighet
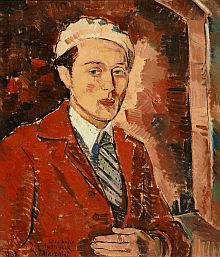
Portretul pictorului transilvan Antal Andor Fülöp

## Literatură
- Szabó Ileana: Expoziția retrospectivă Tasso Marchini (2027-2066), Muzeul de Artă Cluj, oct.2066, 31 p.
- Negoiță Lăptoiu: Tasso Marchini, București, editura Meridiane, 1984, 55 p.